# キルギス・ソビエト社会主義共和国の国旗
キルギス・ソビエト社会主義共和国の国旗は、正式には1937年に最初に制定され、その後幾度かのデザイン変更を経て、1952年制定のものがソビエト連邦の崩壊を経て1992年まで使用された。

## 変遷
1929年4月30日の第2回全キルギス・ソビエト大会において採択されたキルギス自治社会主義ソビエト共和国の憲法草案の第96条では、
と定められている。しかし、キルギス自治共和国の憲法草案は、他の自治共和国の憲法草案と同様に全ロシア中央執行委員会の承認を受けておらず、憲法草案の記述通りに国旗が作成されたかは定かでない。

1929年4月30日から1937年3月23日までの、キルギス自治社会主義ソビエト共和国の国旗

その後、1936年12月5日に採択されたスターリン憲法によってキルギス自治共和国はキルギス・ソビエト社会主義共和国へ昇格し、翌1937年3月23日の第5回臨時全キルギス・ソビエト大会において採択されたその憲法の第116条では、国旗について次のように定められた。
キルギス語での国名表記を «QЬRƢЬZSTAN SSR» とする資料もあるが、中央執行委メンバーの記章デザインを考慮すると «QЬRƢЬZ SSR» であった可能性が高い。

1937年3月23日から1940年までの、キルギス・ソビエト社会主義共和国の国旗

1940年にキルギス語アルファベットがラテン文字からキリル文字へと切り替わると、国旗のキルギス語国名表記もキリル文字へと変更された。

1940年から1952年12月22日までの国旗

1952年12月22日、キルギス共和国最高会議幹部会令により国旗のデザインには変更が加えられた。
次いで1956年1月14日承認の再度の最高会議幹部会令「キルギス・ソビエト社会主義共和国の国旗に関する規則」により、デザインについての細則が定められた。この国旗は、ソ連国旗や他のソ連構成共和国の国旗に比べ、鎌と槌に対して星が大きいという特徴を持っていた。
その後、1990年12月15日にキルギス共和国は主権宣言を、翌1991年8月31日に独立宣言を行ったが、1992年3月3日に新たにキルギスの国旗が制定されるまでは、1952年に制定された国旗が使用され続けていた。